# 景烈假毛蕨
景烈假毛蕨（学名：Pseudocyclosorus tsoi）为金星蕨科假毛蕨属下的一个种。

## 扩展阅读
- 維基物種上的相關：景烈假毛蕨